# La donna delle meraviglie
Pour plus de détails, voir Fiche technique et Distribution.
La donna delle meraviglie est un film italien réalisé par Alberto Bevilacqua, sorti en 1985. 
Le film fut en sélection officielle à la Mostra de Venise 1985.

## Fiche technique
- Titre : La donna delle meraviglie
- Réalisation : Alberto Bevilacqua
- Scénario : Alberto Bevilacqua
- Photographie : Giuseppe Ruzzolini
- Montage : Sergio Montanari
- Pays d'origine : Italie
- Format : Couleurs - Mono
- Genre : drame
- Durée : 106 minutes
- Date de sortie : 1985

## Distribution
- Claudia Cardinale : Maura
- Ben Gazzara : Alberto
- Lina Sastri : Luisa
- Orazio Orlando : Ulisse
- Elisabetta Quaresima : Donata
- Flavio Bucci : Astolfo
- Fabrizio Bentivoglio : Gianni
- Angela Goodwin : Maga Terenzi
- Carlo Monni : Maronti
- Giovanna Galletti
- Guido Mannari
- Jole Fierro